# NGC 2912
NGC 2912 – gwiazda o jasności 14,4m znajdująca się w gwiazdozbiorze Lwa, widoczna na niebie w pobliżu galaktyki NGC 2911. Została skatalogowana 3 kwietnia 1870 roku przez Hermana Schultza jako obiekt typu „mgławicowego”. Niektóre źródła (m.in. baza SIMBAD) podają, że NGC 2912 to galaktyka LEDA 27167 (PGC 27167), jednak ma ona zbyt małą jasność, by mogła zostać dostrzeżona przez Schultza.